# Pressure Machine
-
Pressure Machine è il settimo album in studio del gruppo musicale statunitense The Killers, pubblicato il 13 agosto 2021.
L'album vede il ritorno del chitarrista Dave Keuning, dopo la sua assenza nell'album precedente Imploding the Mirage, mentre il ruolo del bassista Mark Stoermer è ridotto a causa delle difficoltà causate dalla pandemia di COVID-19 durante la registrazione.
L'album segna il ritorno dei produttori Jonathan Rado e Shawn Everett. Si tratta di un concept album basato sull'infanzia del cantante Brandon Flowers a Nephi nello stato dello Utah. L'album presenta una collaborazione della cantante Phoebe Bridgers nel brano "Runaway Horses". Fortemente influenzato da Bruce Springsteen, le influenze dei testi includono anche The Pastures of Heaven di John Steinbeck e Winesburg, Ohio di Sherwood Anderson.

## Descrizione
Pressure Machine è nato durante i primi mesi della pandemia di COVID-19 quando i Killers si sono accorti che il tour mondiale di Imploding the Mirage avrebbe dovuto essere posticipato. Sebbene i Killers abbiano in un primo momento considerato di utilizzare alcune delle canzoni rimaste da Imploding the Mirage per iniziare il loro nuovo lavoro, hanno invece scelto di abbracciare l'idea di un concept album basato sull'infanzia di Brandon Flowers. Il batterista Ronnie Vannucci Jr. ha descritto la scelta dicendo: "Ci stava cadendo il mondo addosso e siamo stati colpiti da questa emozione, specialmente Brandon. Volevamo fare qualcosa seguendo quella sensazione. Ricordo che mi disse: "Seguimi su questa strada". Abbiamo messo da parte quelle canzoni e ci siamo imbarcati in qualcosa di nuovo e fresco. Questo è quello che è diventato "Pressure Machine". Dave Keuning si è riunito alla band in studio dopo aver completato il suo album solista A Mild Case of Everything, pubblicato nel giugno 2021.
Flowers ha deciso di scrivere tutti i testi dell'album prima di scriverne la musica e nel processo ha cercato di riflettere sulla propria infanzia. Per Quiet Town Flowers ha riflettuto su una coppia di adolescenti, Tiffany JaNae Taylor e Raymond Leo Newton, che furono uccisi in un incidente al passaggio a livello con un treno della Union Pacific nel 1994 quando entrambi avevano 17 anni. "25 anni dopo, sono ancora molto colpito da quell'incidente ferroviario da quando ero in terza media [...] Due studenti dell'ultimo anno del liceo sono stati uccisi. Avevo visto uno di loro quella mattina. Avevano avuto un bambino. Non sono andato in terapia del lutto, non erano i miei migliori amici, ma ero scioccato per quanto ero emozionato quando ho iniziato a scrivere questo verso". Altri aspetti dei testi si basano sulla dipendenza da oppiacei, con la traccia di apertura West Hills che narra la storia di un tossicodipendente in "possesso di quelle pillole di eroina hillbilly".
Il testo della canzone Terrible Thing è stato scritto dal punto di vista di un adolescente gay che sta pensando di suicidarsi, come descritto da Flowers: "C'erano dei ragazzi con cui sono cresciuto e che fino ad anni dopo non sapevo fossero gay [...] Deve essere stato difficile. Penso che il mondo si stia muovendo in una direzione più positiva e più inclusiva oggi, ma negli anni '90 non era ancora così e le persone tenevano queste cose nascoste". La canzone Runaway Horses con Phoebe Bridgers è stata parzialmente ispirata dalla sua cover di Human del 2019.
Per la registrazione la band ha scelto di utilizzare metodi di registrazione analogici come descritto da Flowers: "Ti fai prendere dai soldi, dall'avere tempo, dagli studi di registrazione e lavori tralasciando i dettagli. Ne siamo stati sicuramente colpevoli. Questa volta è stato diverso. A Shawn non è stato permesso di mixare col computer. Stiamo mixando su mixer vecchia scuola a nastro magnetico e non stiamo limitando le modifiche. Vogliamo far percepire anche la polvere di questo progetto". Dal punto di vista sonoro la band si è ispirata a Nebraska di Bruce Springsteen, citando anche influenze di Johnny Cash e John Prine, mentre gli interludi parlati sono stati ispirati da This American Life.

## Giudizio della critica
Pressure Machine ha ricevuto il plauso della critica. Su Metacritic, che assegna un punteggio normalizzato su 100 alle recensioni della critica mainstream, l'album ha un punteggio medio di 81 su 100, che indica un "riconoscimento universale" basato su 18 recensioni. Il Daily Telegraph ha elogiato l'album, affermando che "lo stile di produzione "widescreen" dei Killers è stato ridotto un dramma d'essai piuttosto che al blockbuster da supereroi. Togliendo un piede dall'acceleratore e basandosi sul tono vocale quasi isterico di Flowers, alle canzoni è stato dato spazio per respirare davvero."  La stazione radiofonica KXRK con sede nello Utah ha elogiato l'album per la sua autenticità nel catturare la vita nelle zone rurali dello Utah affermando: "Penso che tutti da una piccola città dello Utah al paese intero apprezzeranno questa gemma spettacolare. Ma è chiaro quanto sia palesemente locale." Nella sua recensione NME ha dichiarato: "È un ritorno a casa dalle intenzioni discrete, non un ritorno eroico e pomposo a cui ci hanno abituati -. Una modestia e una finezza che gli si addice".

## Tracce
Tutte le tracce sono scritte da Brandon Flowers e Jonathan Rado, tranne dove diversamente indicato.
| Tracce di Pressure Machine |                                              |                                        |        |
| N.                         | Titolo                                       | Autore                                 | Durata |
| 1.                         | "West Hills"                                 |                                        | 5:42   |
| 2.                         | "Quiet Town"                                 |                                        | 4:45   |
| 3.                         | "Terrible Thing"                             | Flowers                                | 3:52   |
| 4.                         | "Cody"                                       | - Flowers - Rado - Ronnie Vannucci Jr. | 3:50   |
| 5.                         | "Sleepwalker"                                |                                        | 4:27   |
| 6.                         | "Runaway Horses" (featuring Phoebe Bridgers) | Flowers                                | 3:54   |
| 7.                         | "In the Car Outside"                         | - Flowers - Rado - Dave Keuning        | 5:28   |
| 8.                         | "In Another Life"                            |                                        | 3:45   |
| 9.                         | "Desperate Things"                           |                                        | 5:16   |
| 10.                        | "Pressure Machine"                           | - Flowers - Rado - Keuning             | 5:09   |
| 11.                        | "The Getting By"                             |                                        | 5:09   |
| Durata Totale:             | Durata Totale:                               | Durata Totale:                         | 51:17  |

## Classifiche
| Classifica (2021) | Posizione massima |
| ----------------- | ----------------- |
| Australia         | 6                 |
| Austria           | 5                 |
| Belgio (Fiandre)  | 8                 |
| Belgio (Vallonia) | 16                |
| Canada            | 31                |
| Finlandia         | 45                |
| Francia           | 168               |
| Germania          | 7                 |
| Nuova Zelanda     | 18                |
| Paesi Bassi       | 17                |
| Portogallo        | 50                |
| Regno Unito       | 1                 |
| Slovacchia        | 73                |
| Spagna            | 14                |
| Stati Uniti       | 9                 |
| Svizzera          | 4                 |